# Mihrab z Kaszanu

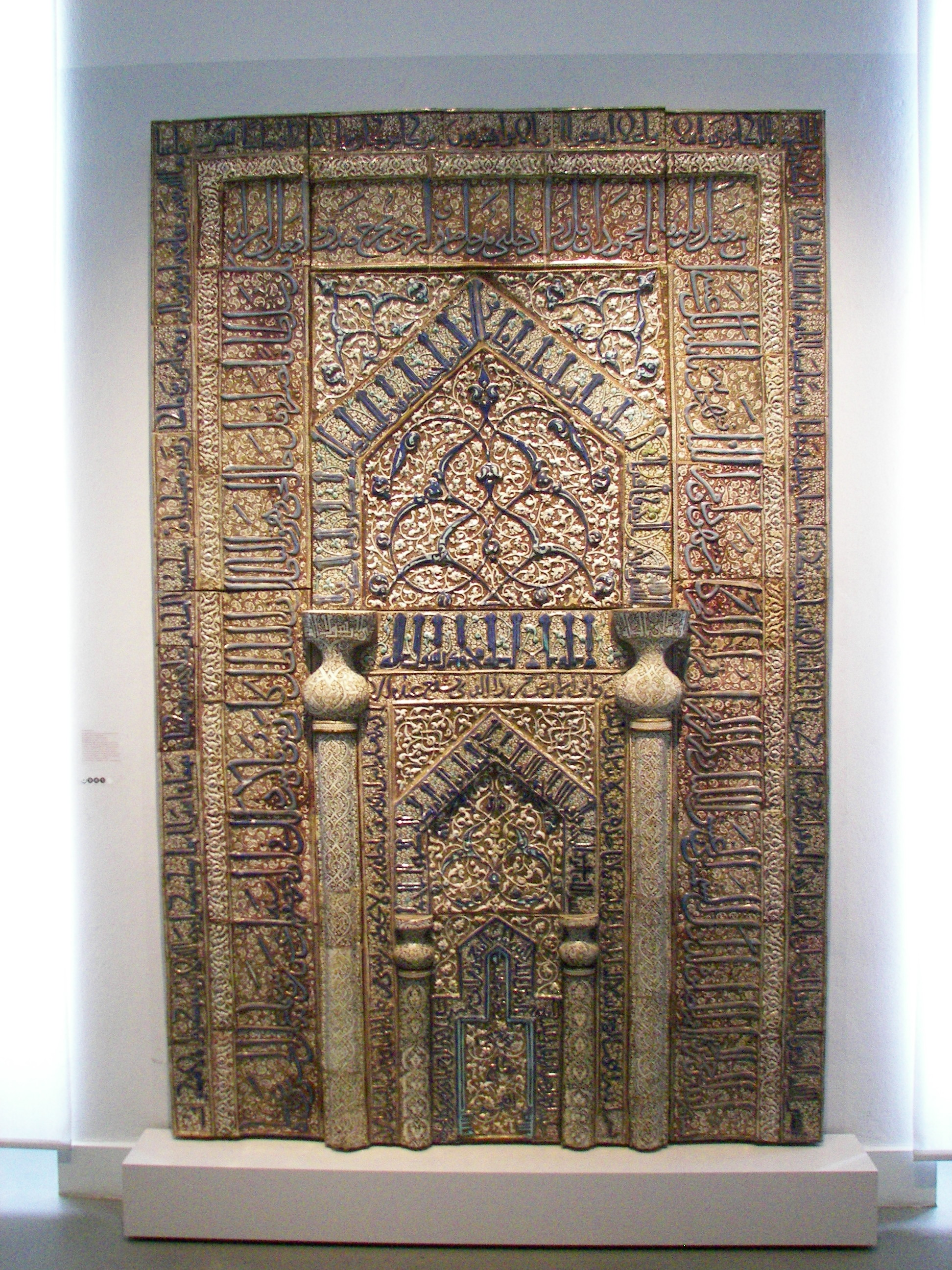
Mihrab z Kaszanu

Mihrab z Kaszanu – średniowieczna nisza modlitewna z meczetu Maidan w Kaszanie w środkowym Iranie. Jeden z największych mihrabów wykonanych z glazurowanych płytek ceramicznych. Obecnie w Muzeum Pergamońskim na Wyspie Muzeów w Berlinie.

## Historia

### Mihrab w meczecie
Niszę wykonał kaszański mistrz al-Hasan bin Arabszach w 1226, kiedy to Kaszan znajdował się pod panowaniem mongolskim. Mihrab wskazywał kierunek do Mekki w meczecie Maidan, głównej świątyni Kaszanu.

### Droga do muzeum
Pierwszy opis mihrabu pojawił się w 1887 w notatkach z podróży do Iranu Jane Dieulafoy, francuskiej podróżniczki i archeolog.
W 1897 niekompletną niszę udało się nabyć konsulowi generalnemu Wielkiej Brytanii w Isfahanie, J.R. Preece’owi, który przetransportował ją do Londynu w 1897. W 1907 nisza została wystawiona w Muzeum Wiktorii i Alberta w Londynie. Następnie wróciła do prywatnych zbiorów Preece’ów, stając się częścią rodzinnej rezydencji. Brakujące elementy zostały zrekonstruowane dzięki pomocy kaligrafa z Teheranu oraz angielskiego garncarza.
W 1927 dyrektor wydziału sztuki islamskiej dawnego Muzeum Cesarza Fryderyka (obecnie Muzeum im. Bodego (niem. Bodemuseum)), Friedrich Sarre, odkupił mihrab od spadkobierców właściciela. Odtąd nisza znajduje się w zbiorach berlińskich.

## Opis
Nisza modlitewna z Kaszanu to jeden z największych mihrabów wykonanych z glazurowanych płytek ceramicznych (280 cm wys., 180 cm szer.). Mihrab zbudowany jest z 74 płytek, indywidualnie modelowanych (efekt reliefu) i glazurowanych.
Mihrab z Kaszanu jest konstrukcją płaską, a efekt niszy osiągnięty jest poprzez układ trzy-stopniowych reliefów. Taka forma nisz modlitewnych była bardzo rozpowszechniona w XI-XIII w. Iranie. 
Na tle jaśniejszego podkładu wybijają się niebieskie arabeski, pnie palm oraz teksty inskrypcji z koranu. Większość dekoracji ma formę reliefu. Inskrypcje wykonane są naprzemiennie czcionką kuficką (dukt kufi) i naschi (dukt naschi). Całość utrzymana jest w pre-mongolskim stylu irańskim, wolna od wpływów chińskich (takich jak kwiaty lotosu, pasma chmur, itd.) wprowadzonych do sztuki islamskiej przez Mongołów.

### Inskrypcje
Centralną część małej środkowej niszy w dolnej części mihrabu pomiędzy dwoma bliźniaczymi kolumnami obramowuje pas inskrypcji przedstawiający teksty sury 76, wersetów 1–9 wykonane pismem kufickim w części zewnętrznej oraz sury 17, wersetów 80–83 wykonane pismem naskhi w części wewnętrznej.
Szczyt niszy oraz jej ramy zdobią inskrypcje zawierające tekst sury 11, wersetu 116, sury 112, sury 97, sury 2, wersetu 131 oraz tzw. Wersetu Tronu (sury 2, wersetu 255) (arab. Ayat Al-Kursi):

Bóg! Nie ma boga, jak tylko On – Żyjący, Istniejący! 
Nie chwyta Go ni drzemka, ni sen. Do Niego należy to, co jest w niebiosach, i to, co jest na ziemi! A któż będzie się wstawiał u Niego inaczej jak za Jego zezwoleniem? On wie, co było przed nimi, i On wie, co będzie po nich. Oni nie obejmują niczego z Jego wiedzy, oprócz tego, co On zechce. Jego tron jest tak rozległy jak niebiosa i ziemia; Jego nie męczy utrzymywanie ich. On jest Wyniosły, Ogromny!

Kolejna część niszy znajduje się pomiędzy dwoma większymi kolumnami i zawiera inskrypcję wyznania wiary muzułmańskiej wykonaną w piśmie kufickim: 

Nie ma boga prócz Allaha, a Mahomet jest Jego prorokiem.

Na kapitelach znajdują się inskrypcje szyickie - imię Alego, zięcia Mahometa i późniejszego czwartego kalifa. Mieszkańcy Kaszanu należeli do jednych z pierwszych grup szyickich w Iranie.

## Literatura dodatkowa
- F. Sarre: Denkmäler persicher Baukunst. Berlin: Textband, 1910. (niem.). Brak numerów stron w książce
- F. Sarre, E. Kühnel. Zwei persische Gebetsnichen aus lüstrierten Fliesen. „Amtliche Berichte aus den Preußischen Kunstsammlungen”. 49, 1928. (niem.).brak numeru strony